# Campeonato Europeo de Vóley Playa de 2019
El XXVII Campeonato Europeo de Vóley Playa se celebró en Moscú (Rusia) entre el 5 y el 11 de agosto de 2019 bajo la organización de la Confederación Europea de Voleibol (CEV) y la Federación Rusa de Voleibol.
Las competiciones se realizaron en el Complejo Deportivo Luzhnikí de la capital rusa.

## Calendario
| FP | Fase preliminar | 1/16 | Dieciseisavos de final | 1/8 | Octavos de final | 1/4 | Cuartos de final | 1/2 | Semifinales | F | Finales |

| Agosto de 2019   | 05 Lun | 06 Mar | 07 Mié | 08 Jue | 09 Vie          | 10 Sáb  | 11 Dom  |
| ---------------- | ------ | ------ | ------ | ------ | --------------- | ------- | ------- |
| Torneo masculino | —      | FP     | FP     | FP     | 1/16 y 1/8      | 1/4     | 1/2 y F |
| Torneo femenino  | FP     | FP     | FP     | FP     | 1/16, 1/8 y 1/4 | 1/2 y F | —       |

## Medallistas
| Evento            | Oro                                         | Plata                                         | Bronce                                      |
| ----------------- | ------------------------------------------- | --------------------------------------------- | ------------------------------------------- |
| Masculino (11.08) | Anders Mol · Christian Sørum · Noruega      | Konstantin Semionov · Ilia Leshukov · Rusia   | Martin Ermacora · Moritz Pristauz · Austria |
| Femenino (10.08)  | Tīna Graudiņa Anastasija Kravčenoka Letonia | Kinga Wojtasik · Katarzyna Kociołek · Polonia | Liliana Fernández · Elsa Baquerizo · España |

## Medallero
| Núm. | País    | Oro | Plata | Bronce | Total |
| ---- | ------- | --- | ----- | ------ | ----- |
| 1    | Letonia | 1   | 0     | 0      | 1     |
| 1    | Noruega | 1   | 0     | 0      | 1     |
| 3    | Polonia | 0   | 1     | 0      | 1     |
| 3    | Rusia   | 0   | 1     | 0      | 1     |
| 5    | Austria | 0   | 0     | 1      | 1     |
| 5    | España  | 0   | 0     | 1      | 1     |
|      | TOTAL   | 2   | 2     | 2      | 6     |